# Графітери
Графітери або Райтери — одна із субкультур XX-ст. і по сьогоднішній день
Райтери або як їх частіше називають графітери з'явилися від вуличного художнього мистецтва — графіті, в кінці 1960-х років. У той час, цей напрям називався сучасним авангардизмом. Пізніше з США графіті стало посилено розповсюджуватися по всьому світу. Як правило, в цей рух залучена молодь, тобто досить рідко можна зустріти дорослих людей з балончиком з фарбою. Вибираються різні місця для графіті. Райтери охоче малюють як на занедбаних будівлях, так і на вагонах метро. Такі твори, сучасних художників, нерідко можна зустріти й на центральних вулицях великих міст. влада називає це не інакше, як формою прояву "вандалізму", але у райтерів на цей рахунок своя думка — неможливо заборонити малювати те, що їм хочеться. З розвитком цього мистецтва, малювання з балончика, стали з'являтися різні напрямки, які досить швидко обростали своїми послідовниками. 
Що стосується музичних уподобань, то дати чітких визначень або стилістичних рамок, що слухають послідовників цієї субкультури, не можна. Звичайно, в більшості випадків перевага віддається репу, але не менш часто, вони слухають рок, альтернативну або електронну музику.
На початку своєї кар'єри, альтернативні групи, такі як проєкт Limp Bizkit і група Linkin Park, активно використовували графіті для оформлення своїх музичних обкладинок, сценічних банерів і використання їх у своїх відео кліпах. Втім, дві субкультури активно використовують цей сучасний вид мистецтва. Йдеться про альтернативників та реперів. Кожен з них дотримується свого стилю.
Також, варто зазначити що люди, які малюють графіті, називаються райтерами, а не графітерами.